# Oxyethira albiceps
Oxyethira albiceps är en nattsländeart som först beskrevs av Mclachlan 1862.  Oxyethira albiceps ingår i släktet Oxyethira och familjen smånattsländor. Inga underarter finns listade i Catalogue of Life.